# Brătești, Iași
Brătești este un sat în comuna Stolniceni-Prăjescu din județul Iași, Moldova, România.
Satul Brătești este situat la 5 km S-V de orașul Pașcani, pe dealul care desparte văile râurilor Siret și Moldova.
Așezarea apare în documentele scrise abia la începutul domniei lui Ștefan cel Mare, fiind discutată în actul din 14 octombrie 1473, al cărui conținut juridico-economic este de o importanță deosebită. La această dată satul era al Ilincăi, fata marelui boier Petru Ponici din timpul lui Alexandru cel Bun, și ea îl stăpânea „după vechile hotare”, ceea ce însemna că era cu mult mai vechi, poate chiar dinaintea înaintea întemeierii statului moldovean.
Pe atunci și până spre jumătatea secolului al XIX-lea, satul Brătești se învecina cu vestitul ”Codru al Pașcanilor”. Este important de reținut faptul că denumirea de ”Codrii Pașcanilor”, în secolul XVIII, se referea la locul ”Schitul Brătești”, unde este și astăzi Biserica ”Adormirea Maicii Domnului”, biserică ortodoxă a satului Brătești, când cedrii din acea vreme ajungeau să înconjoare biserica.
Numele satului a fost la început Frățești, Frate, Frățilești sau Frătăuți, dar documentele vechi fiind scrise în limba slavonă, el a devenit Brătești. Numele Frățești indică pe urmașii unui boier sau dregător cu numele Bratul.
La origine satul Brătești a fost un sat de lipoveni stabiliți până la locul numit ”Pustnica”, de unde s-au ridicat la deal. Cu timpul, aici s-au stabilit în partea de nord a satului și familii de români. În prezent există aproximativ 250 de familii de români și 350 de familii de lipoveni, care au organizare bisericească proprie, cu biserică și preot.